# Мухоловка палаванська
Мухоло́вка палаванська (Ficedula platenae) — вид горобцеподібних птахів родини мухоловкових (Muscicapidae). Ендемік Філіппін.

## Опис
Довжина птаха становить 12 см. Голова і верхня частина тіла рудувато-коричневі, надхвістя і хвістя яскраво-каштанові. Горло блідо-оранжеве, груди яскраво-оранжеві, нижня частина грудей і живіт білі. Очі великі, темно-сіруваті.

## Поширення і екологія
Палаванські мухоловки мешкають на Палавані та на деяких сусідніх острівцях. Вони живуть в нижньому ярусі вологих рівнинних тропічних лісів, в бамбукових, ротангових і пальомових заростях, на висоті до 650 м над рівнем моря.

## Збереження
МСОП класифікує цей вид як вразливий. За оцінками дослідників, популяція палаванських мухоловок становить від 10 до 20 тисяч птахів. Їм загрожує знищення природного середовища.